# Thunder in My Heart
Thunder in My Heart è un album del cantante britannico Leo Sayer, pubblicato dalle etichette discografiche Chrysalis e Warner Bros. nell'ottobre 1977.
Dal disco, prodotto da Richard Perry, vengono tratti i singoli Thunder in My Heart, Easy to Love e There Isn't Anything.

## Tracce

### Lato A
1. Thunder in My Heart
2. Easy to Love
3. Leave Well Enough Alone
4. I Want You Back
5. It's Over

### Lato B
1. Fool for Your Love
2. World Keeps on Turning
3. There Isn't Anything
4. Everything I've Got
5. We Can Start All Over Again